# Colletes mimincus
Colletes mimincus är en biart som beskrevs av Cockerell 1914. Colletes mimincus ingår i släktet sidenbin, och familjen korttungebin. Inga underarter finns listade i Catalogue of Life.